# نيكولاس كليفر
نيكولاس كليفر (بالإنجليزية: Nicholas Cleaver)‏ هو متزحلق حر أسترالي، ولد في 9 مايو 1975.

## وصلات خارجية
- نيكولاس كليفر على موقع الاتحاد الدولي للتزلج (التزلج الحر) (الإنجليزية)
- نيكولاس كليفر على موقع أوليمبيديا (الإنجليزية)
- نيكولاس كليفر على موقع اللجنة الأولمبية الأسترالية (الإنجليزية)